# Утка, Александр Захарович
Александр Захарович Утка — молдавский советский хозяйственный, государственный и политический деятель, Герой Социалистического Труда.

## Биография
Родился в 1911 году в селе Гандрабуры. Член КПСС с 1939 года.
С 1932 года — на хозяйственной, общественной и политической работе. В 1932—1970 гг. — заместитель председателя колхоза имени Котовского, председатель Совета Осоавиахима Тирасполя, участник Великой Отечественной войны, заведующий отделом, председатель Братушанского райисполкома, первый секретарь Братушанского райкома КП Молдавской ССР, заместитель председателя респобъединения «Межколхозстрой», начальник управления «Вторчермет».
Указом Президиума Верховного Совета СССР от 15 февраля 1957 года присвоено звание Героя Социалистического Труда с вручением ордена Ленина и золотой медали «Серп и Молот».
Избирался депутатом Верховного Совета Молдавской ССР 4-го и 5-го созывов.
Умер в Кишинёве в 1972 году.